# Detonator

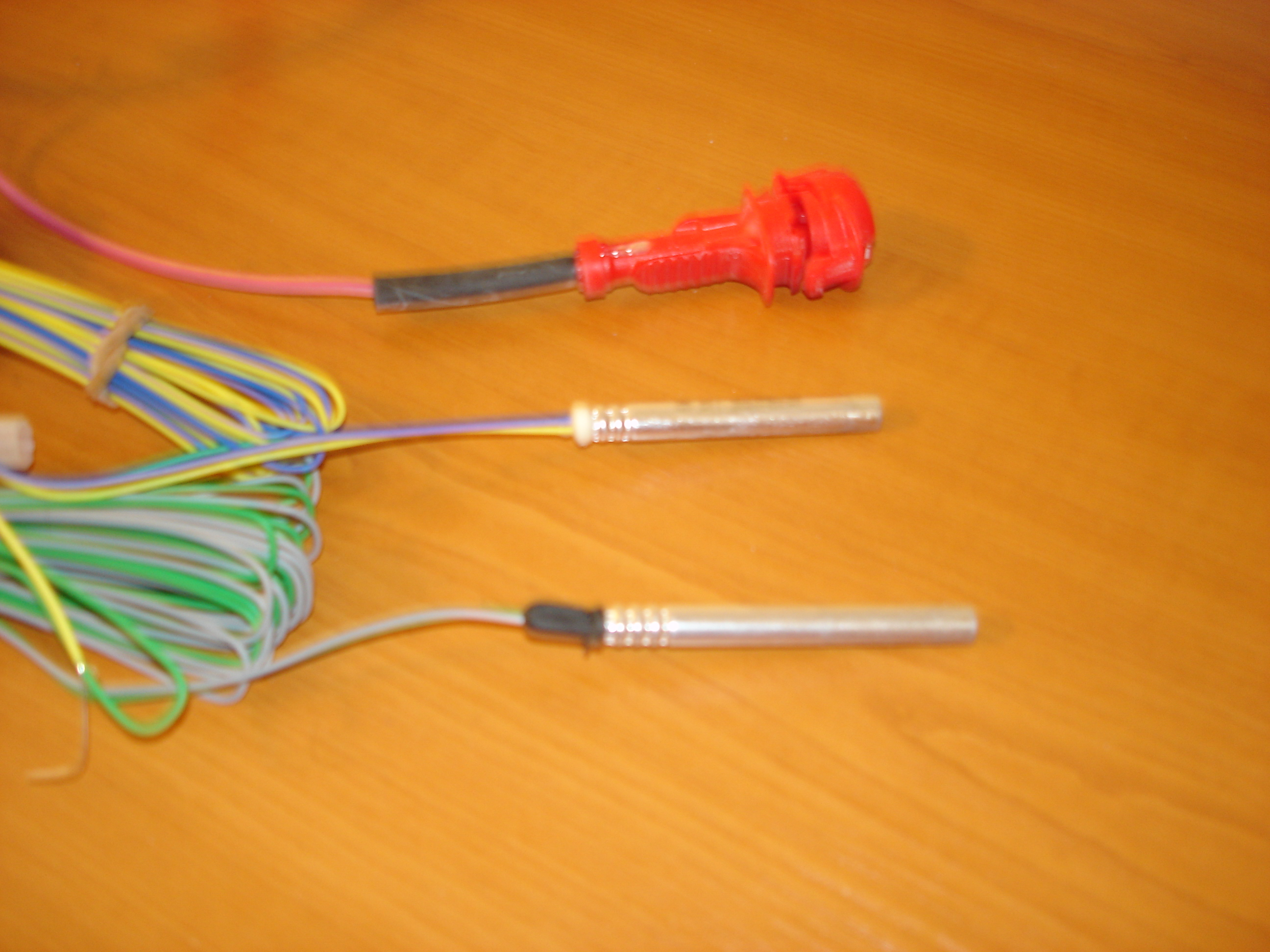
Detonators

Een detonator of ontsteker is een hulpmiddel om een op zichzelf stabiel explosief, te laten ontploffen.
De detonator wordt verbonden met bijvoorbeeld een lont of een elektriciteitsaansluiting en geplaatst in of direct bij het explosief. De detonator bestaat uit een kleine hoeveelheid zeer gevoelig explosief materiaal zoals loodazide of kwik(II)fulminaat (slagkwik), dat bij een kleine schok of contact met hitte al explodeert. Om de ontploffing voldoende kracht te geven om de hoofdlading te ontsteken kan er nog wat van een tussenspringstof in de detonator worden opgenomen.
Detonators voor civiel gebruik worden meestal elektrisch of door middel van een lont ontstoken.